# Control Room – Live EP
Control Room is een akoestische ep van Avril Lavigne. Het is de derde ep van Lavigne en bevat in totaal zes nummers; de totale duur ervan is ruim twintig minuten
De ep werd op 15 april 2008 uitgebracht en is alleen als download verkrijgbaar bij muziekwinkels. De video's van de liedjes zijn te zien op de website van MSN.. De opnames vonden plaats in The Roxy Theatre in Los Angeles.

## Nummers
1. 'Sk8er Boi' - 3:46[2]
2. 'Girlfriend' - 4:13[2]
3. 'Innocence' - 3:59[2]
4. 'Hot' - 3:35[2]
5. 'Losing Grip' - 3:49[2]
6. 'Adia' (Cover van Sarah McLachlan) - 4:10[2]